# Bambuhajar
Bambuhajar (Hemiscylliidae) är en familj av hajar. Hemiscylliidae ingår i ordningen wobbegongartade hajar, klassen hajar och rockor, fylumet ryggsträngsdjur och riket djur. Enligt Catalogue of Life omfattar familjen Hemiscylliidae 16 arter.
Arterna förekommer i tropiska vatten från Madagaskar till södra Japan och Australien.
Bambuhajar har fem gälöppningar och en analfena. Den fjärde och den femte gälöppningen ligger bakom bröstfenans början. Kännetecknande är en lodrätt mun, korta skäggtöm och en maximal längd av en meter. Honor lägger ägg med ett hölje.
Födan utgörs antagligen av fiskar och ryggradslösa djur som hittades vid havets botten. Exemplaren vilar ofta. Några arter fiskas som matfisk.
Det vetenskapliga namnet för typsläktet  Hemiscyllium är bildat av de gammalgrekiska orden hemi (halv) och skylla (haj).
Släkten enligt Catalogue of Life:
- Chiloscyllium
- Hemiscyllium